# Canton San Gallo
Il Canton San Gallo (tedesco: Sankt Gallen; francese: Saint-Gall; romancio: Son Gagl) è un cantone della Svizzera. Il Canton San Gallo si trova nel nord-est della Svizzera. La capitale cantonale è San Gallo (Sankt Gallen).

## Geografia fisica
Il cantone è collocato nel nord-est della Svizzera. È delimitato a nord dal Lago di Costanza (Bodensee). Ad est si trova la valle del Reno. Oltre a questa si trovano Austria (Vorarlberg) e Liechtenstein. A sud il cantone confina con il Canton Grigioni, il Canton Glarona e il Canton Svitto. Ad ovest si trova il Canton Zurigo, a nord il Canton Turgovia.
I due cantoni di Appenzello Interno e Appenzello Esterno sono completamente circondati dal territorio del Canton San Gallo. I fiumi principali del cantone sono: Reno, Thur, Linth e Seez. La topografia varia dalle pianure vicine al Reno e al Lago di Costanza, fino alle zone montagnose della parte sud. Circa un quarto del territorio è coperto da foreste e più di metà consiste di pascoli alpini.
L'altitudine del cantone sul livello del mare varia dai 398 m del lago di Costanza ai 3 248 m s.l.m. del Ringelspitz.

### Monti
I gruppi montuosi che interessano il cantone sono le Alpi Glaronesi e le Prealpi di Appenzello e di San Gallo. Tra queste ultime sono particolarmente noti il Gruppo del Churfirsten ed il Gruppo dell'Alpstein.
I monti principali del cantone sono:
- Ringelspitz - 3 248 m
- Piz Sardona - 3 056 m
- Säntis - 2 502 m
- Spitzmeilen - 2 501 m
- Hoher Kasten - 1 795 m

## Storia

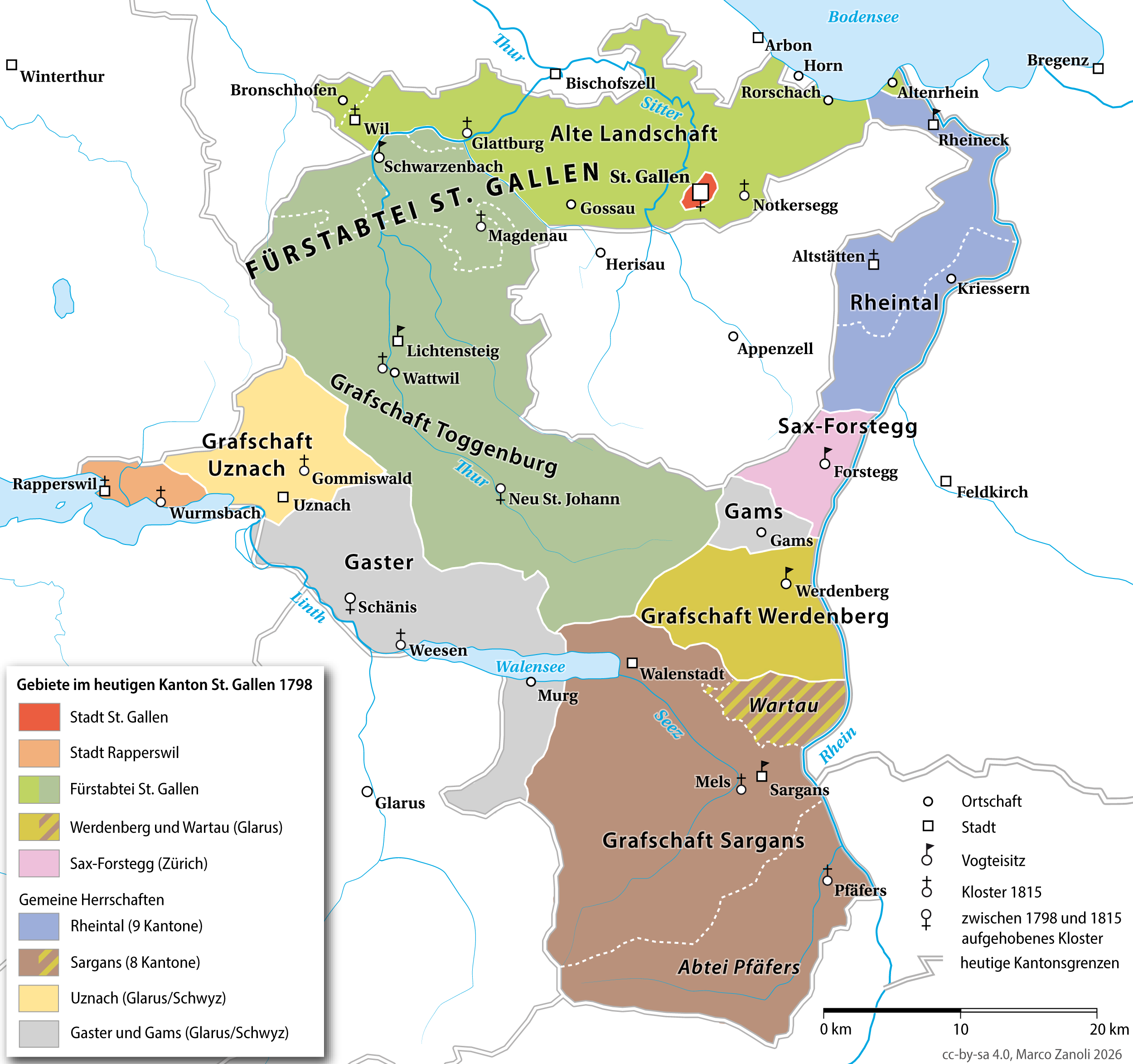
Mappa dei territori storici ora uniti nel Cantone di San Gallo:
Città imperiale di San Gallo, Abbazia imperiale di San Gallo,
Contea di Toggenburgo, Rapperswil, Uznach, Signoria di Gaster, Contea di Sargans, Abbazia di Pfäfers, Werdenberg, Signoria di Hohensax, Baronia di Sax-Forstegg e Rheintal.

Il Canton San Gallo è costituito da territori acquisiti dall'abbazia di San Gallo nel corso dei secoli. Il Canton San Gallo fu parte del Canton Säntis durante la Repubblica Elvetica. Ciò fu possibile solo dopo aver secolarizzato l'abbazia nel 1798. Nel 1803 la zona si unì alla Confederazione Svizzera come Canton San Gallo. La costituzione venne introdotta nel 1890.

## Economia
L'attività agricola consiste principalmente nell'allevamento di bestiame e nella produzione casearia, nelle aree di montagna. È presente la razza di capre Toggenburg in particolare nelle valli dell'omonimo distretto. Nelle pianure sono importanti la produzione di frutta e vino, ma anche qui è presente l'allevamento.
Le industrie del cantone comprendono: ottica, pirotecnica, chimica e farmaceutica. Il turismo gioca un ruolo importante in molti luoghi di villeggiatura. Ci sono delle sorgenti termali a Bad Ragaz e un grande numero di impianti per gli sport invernali.

## Trasporti
Il cantone è interessato dalle autostrade svizzere A1, A13, A23 e A25 e da numerose linee ferroviarie, servite da decine di relazioni appartenenti alla rete celere di San Gallo e, in parte, alla rete celere di Zurigo. Tra i principali nodi di interscambio ferroviario del cantone vi sono la stazione di San Gallo, la stazione di Wil, la stazione di Rapperswil, la stazione di Ziegelbrücke, la stazione di Sargans, la stazione di Uznach, la stazione di Rorschach, la stazione di Buchs e la stazione di Sankt Margrethen.
Nel cantone è situato l'aeroporto di San Gallo-Altenrhein.

## Politica
Questi 7 politici sono addetti al governo del Canton San Gallo:
- Benedikt Würth (CVP)
- Heidi Hanselmann (SP)
- Martin Klöti (FDP)
- Stefan Kölliker (SVP)
- Martin Gehrer (CVP)
- Willi Haag (FDP)
- Fredy Fässler (SP)

## Società

### Evoluzione demografica
| %    | Ripartizione linguistica (gruppi principali) |
| ---- | -------------------------------------------- |
| 88%  | madrelingua tedesca                          |
| 2,3% | madrelingua italiana                         |
| 2,5% | madrelingua serbo-croata                     |

| Anno | Popolazione totale | Tedesco %       | Italiano %    | Francese %   |
| ---- | ------------------ | --------------- | ------------- | ------------ |
| 1880 | 209 719            | 208 718 (99,5%) | 960 (0,5%)    | 376 (0,2%)   |
| 1900 | 250 285            | 243 358 (97,2%) | 5 300 (2,1%)  | 710 (0,3%)   |
| 1950 | 309 106            | 299 692 (97,0%) | 6 058 (2,0%)  | 1 503 (0,5%) |
| 1970 | 384 475            | 339 754 (88,4%) | 28 372 (7,4%) | 1 604 (0,4%) |
| 2000 | 452 837            | 398 666 (88,0%) | 10 640 (2,3%) | 1 813 (0,4%) |
| 2012 |                    | (89,3%)         | 17 850 (3,6%) | (1,2%)       |

## Suddivisioni

### Distretti
Il cantone era suddiviso nei seguenti distretti fino al 1º gennaio 2003:
- Alttoggenburg
- Gaster
- Gossau
- Neutoggenburg
- Oberrheintal
- Obertoggenburg
- Rorschach
- Sargans
- See
- St. Gallen
- Unterrheintal
- Untertoggenburg
- Werdenberg
- Wil

Dal 1º gennaio 2003 i distretti hanno preso il nome di Wahlkreis e sono:
- Rheintal con capoluogo Altstätten (corrispondente all'incirca ai precedenti distretti di Oberrheintal e Unterrheintal)
- Rorschach con capoluogo Rorschach (corrispondente all'incirca al distretto di Rorschach)
- San Gallo con capoluogo St. Gallen (Sankt Gallen) (corrispondente all'incirca ai distretti di San Gallo e Gossau)
- Sarganserland con capoluogo Sargans (corrispondente al distretto di Sargans)
- See-Gaster con capoluogo Rapperswil-Jona (corrispondente ai distretti di See e Gaster)
- Toggenburg con capoluogo Lichtensteig (corrispondente ai distretti di Untertoggenburg, Alttoggenburg, Obertoggenburg e Neutoggenburg)
- Werdenberg con capoluogo Buchs (corrispondente al distretto di Werdenberg)
- Wil con capoluogo Wil (corrispondente all'incirca ai distretti di Wil e Untertoggenburg)

### Città
- San Gallo (Sankt Gallen)
- Rapperswil-Jona
- Gossau
- Wil
- Uzwil
- Altstätten
- Buchs
- Flawil
- Bad Ragaz
- Rorschach
- Sargans
- Sankt Margrethen
- Wattwil
- Sevelen

### Municipalità

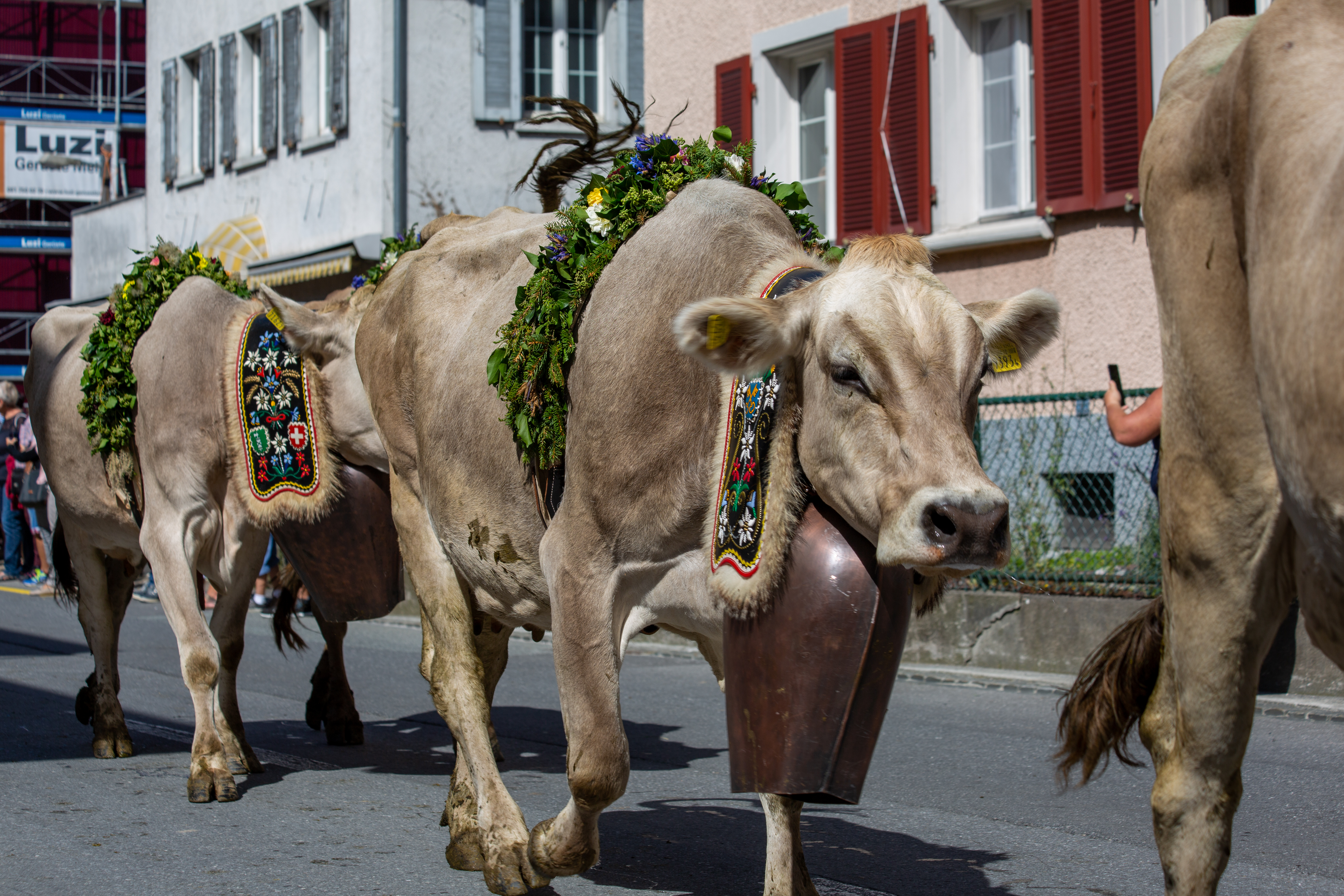
Ritorno dall'alpeggio a Mels nel settembre 2019.

| Altstätten Amden Andwil Au Bad Ragaz Balgach Benken Berg Berneck Buchs Bütschwil-Ganterschwil | Degersheim Diepoldsau Ebnat-Kappel Eggersriet Eichberg Eschenbach Flawil Flums Gaiserwald Gams Goldach | Gommiswald Gossau Grabs Häggenschwil Jonschwil Kaltbrunn Kirchberg Lichtensteig Lütisburg Marbach | Mels Mörschwil Mosnang Muolen Neckertal Nesslau Niederbüren Niederhelfenschwil Oberbüren Oberriet | Oberuzwil Pfäfers Quarten Rapperswil-Jona Rebstein Rheineck Rorschach Rorschacherberg Rüthi San Gallo (Sankt Gallen) Sankt Margrethen | Sargans Schänis Schmerikon Sennwald Sevelen Steinach Thal Tübach Untereggen Uznach Uzwil | Vilters-Wangs Waldkirch Walenstadt Wartau Wattwil Weesen Widnau Wil Wildhaus-Alt Sankt Johann Wittenbach Zuzwil |